# Большие Борницы
Больши́е Бо́рницы (фин. Pornitsa, Suuri Pornitsa) — деревня в Гатчинском муниципальном округе Ленинградской области.

## История
Деревня Порзница упоминается среди населённых пунктов Богородицкого Дягиленского погоста по переписи 1500 года.
Затем как пустошь Porsnitzi Ödhe в Дягиленском погосте в шведских «Писцовых книгах Ижорской земли» 1618—1623 годов.
Деревня Bornitsa обозначена на «Карте Ингерманландии: Ивангорода, Яма, Копорья, Нотеборга» А. И. Бергенгейма, составленной по материалам 1676 года.
На шведской «Генеральной карте провинции Ингерманландии» 1704 года она обозначена как Pornitsa.
На «Географическом чертеже Ижорской земли» Адриана Шонбека 1705 года — как Порница.
Деревня Порницы упоминается в 1770 году на карте Санкт-Петербургской губернии Я. Ф. Шмита.
Деревня Большие Борницы из 26 дворов обозначена на «Топографической карте окрестностей Санкт-Петербурга» Ф. Ф. Шуберта 1831 года.

БОРНИЦЫ — деревня Войсковицкой мызы, принадлежит Кандалинцевой, надворной советнице, число жителей по ревизии: 63 м. п., 68 ж. п. (1838 год)

В пояснительном тексте к этнографической карте Санкт-Петербургской губернии П. И. Кёппена 1849 года она записана как деревня Gross Bornitz (Борницы) и указано количество её жителей на 1848 год: савакотов — 51 мужчина и 44 женщины, всего 95 жителей.
В списках 1838 и 1856 года Большие и Малые Борницы учитывались совместно.

БОРНИЦ — деревня  действительного статского советника Кандалинцева, по почтовому тракту, число дворов — 22, число душ — 49 м. п. (1856 год)

Согласно «Топографической карте частей Санкт-Петербургской и Выборгской губерний» в 1860 году деревня Большие Борницы состояла из 17 крестьянских дворов.

БОЛЬШИЕ БОРНИЦЫ — деревня владельческая при колодце, число дворов — 18, число жителей: 35 м. п., 43 ж. п. (1862 год)

В 1885 году в деревне Борницы было лишь 10 дворов.
В конце XIX века деревня административно относилась к Гатчинской волости 3-го стана Царскосельского уезда Санкт-Петербургской губернии, в начале XX века — 2-го стана. Население деревни было смешанным — финско-ижорским.
В 1913 году Большие Борницы насчитывали 23 двора.
С 1917 по 1922 год деревня Большие Борницы входила в состав Борницкого сельсовета Гатчинской волости Детскосельского уезда. Дата образования Борницкого сельского Совета не установлена, известно лишь, что в 1927 году на территории Борницкого сельсовета находилось 10 населённых пунктов, где проживало 776 человек.
С 1922 года в составе Войсковицкого сельсовета.
С 1923 года в составе Борницкого сельсовета Венгисаровской волости Гатчинского уезда.
Согласно данным переписи населения СССР 1926 года в деревне Большие Борницы Борницкого сельсовета Венгисаровской волости Троцкого уезда проживали 216 человек — в основном финны, а также русские и эстонцы.
С 1927 года в составе Гатчинского района.
В ноябре 1928 года Борницкий и Черновский сельсоветы были объединены в Войсковицкий сельский Совет. В 1928 году население деревни Большие Борницы также составляло 216 человек.
Согласно топографической карте 1931 года деревня насчитывала 60 крестьянских дворов.
По данным 1933 года деревня входила в состав Войсковицкого финского национального сельсовета Красногвардейского района.
Деревня была освобождена от немецко-фашистских оккупантов 26 января 1944 года.
В 1958 году население деревни Большие Борницы составляло 171 человек.
С 1959 года в составе Никольского сельсовета.
По данным 1966 года деревня Большие Борницы также входила в состав Никольского сельсовета.
По данным 1973 года деревня Большие Борницы входила в состав Большеколпанского сельсовета.
По данным 1990 года деревня Большие Борницы входила в состав Елизаветинского сельсовета.
В 1997 году в деревне Большие Борницы Елизаветинской волости проживали 42 человека, в 2002 году — 20 человек (русские — 90 %).
В 2007 году в деревне Большие Борницы Елизаветинского СП — также 20 человек.

## География
Деревня расположена в северо-западной части района на автодороге 41А-002 (Гатчина — Ополье).
Расстояние до административного центра поселения, посёлка Елизаветино — 5 км.
Расстояние до ближайшей железнодорожной станции Войсковицы — 4 км.

План деревни Большие Борницы
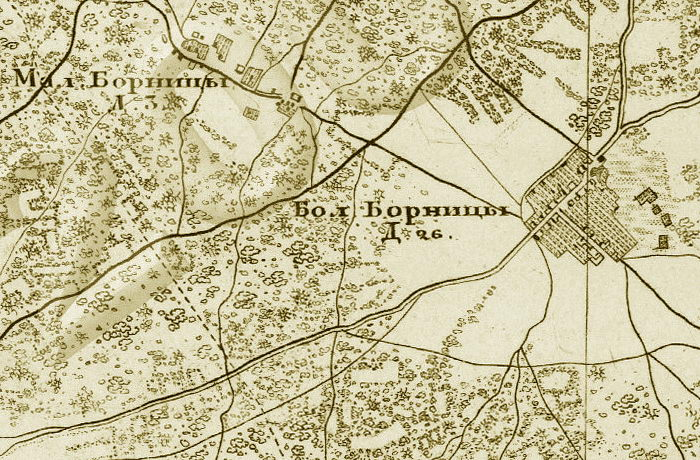
1831 год
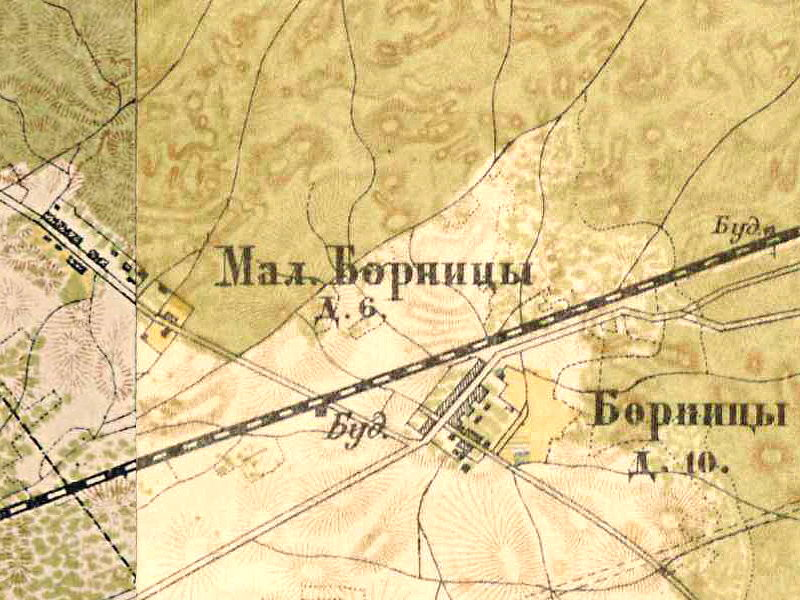
1885 год
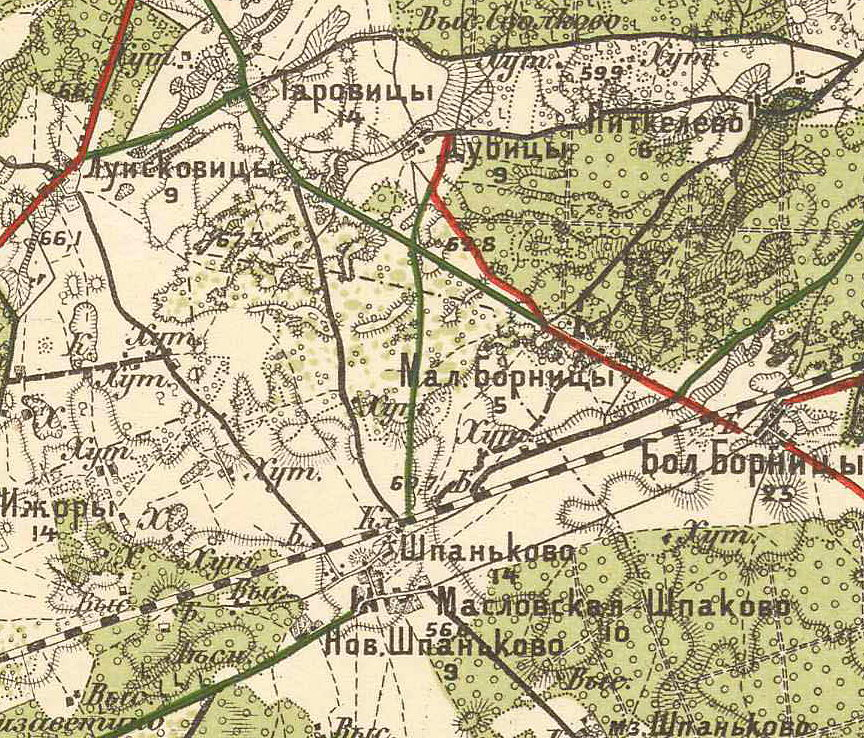
1913 год
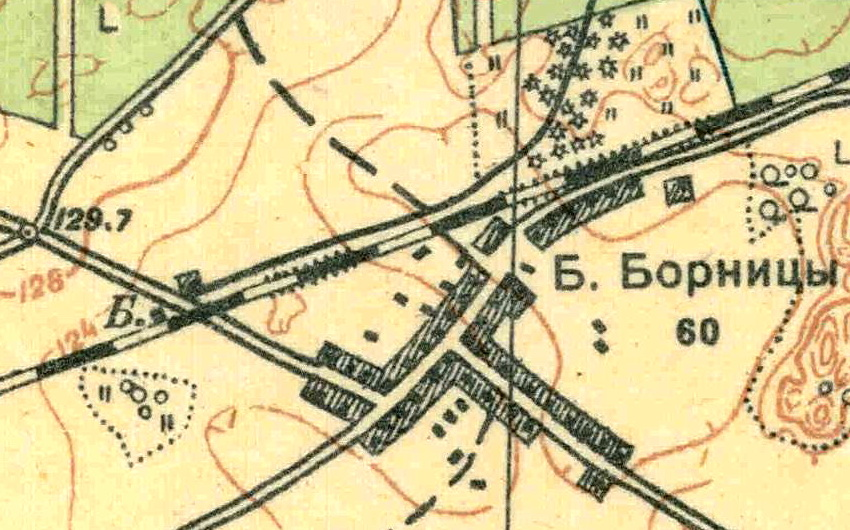
1931 год

## Демография
| 1862 | 2007 | 2010 | 2017 |
| ---- | ---- | ---- | ---- |
| 78   | ↘20  | ↗90  | ↘69  |

### Национальный состав
Согласно данным Всероссийской переписи населения 2021 года в деревне проживал 201 человек, из них:
 русские — 192, белорусы — 1, немцы — 1, другие национальности — 2 человека, остальные национальность не указали.

## Транспорт
От Гатчины до Больших Борниц можно доехать на автобусах №№ 523, 523А, 524, 526, 530.

## Достопримечательности
- В деревне расположен мемориал «Борницкий рубеж обороны», где похоронены 227 человек. Открыт в 1990 году на месте подвига и гибели батальона курсантов-пограничников Петергофского политического училища, которые в течение 19—22 августа 1941 года сдерживали натиск превосходящих по численности и вооружению частей 8-й германской танковой дивизии[33].
- Близ деревни находится курганно-жальничный могильник XI—XIV веков[34].
- В трёх километрах от деревни находится Борницкий карьер.

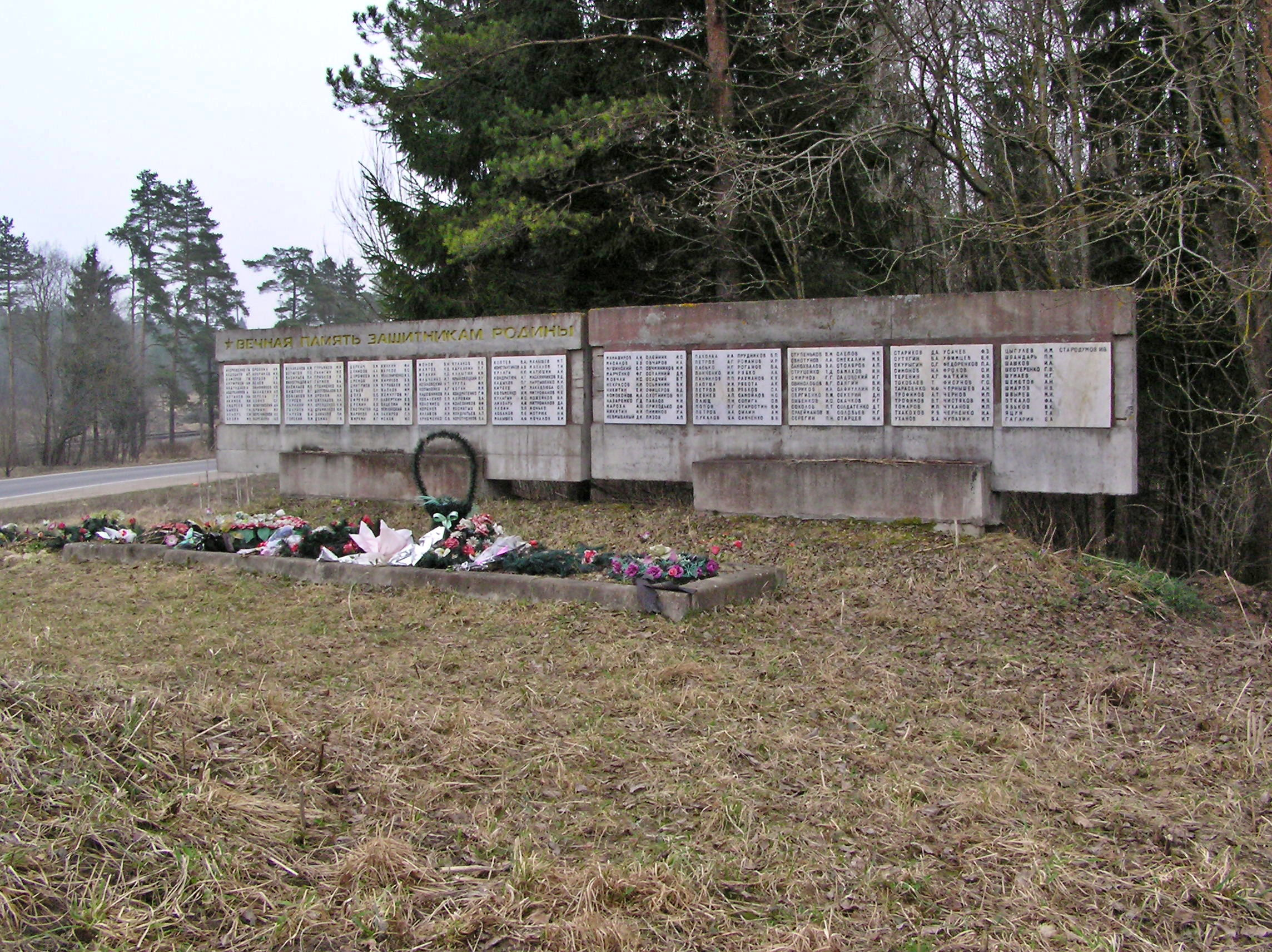
Мемориал «Борницкий рубеж обороны»
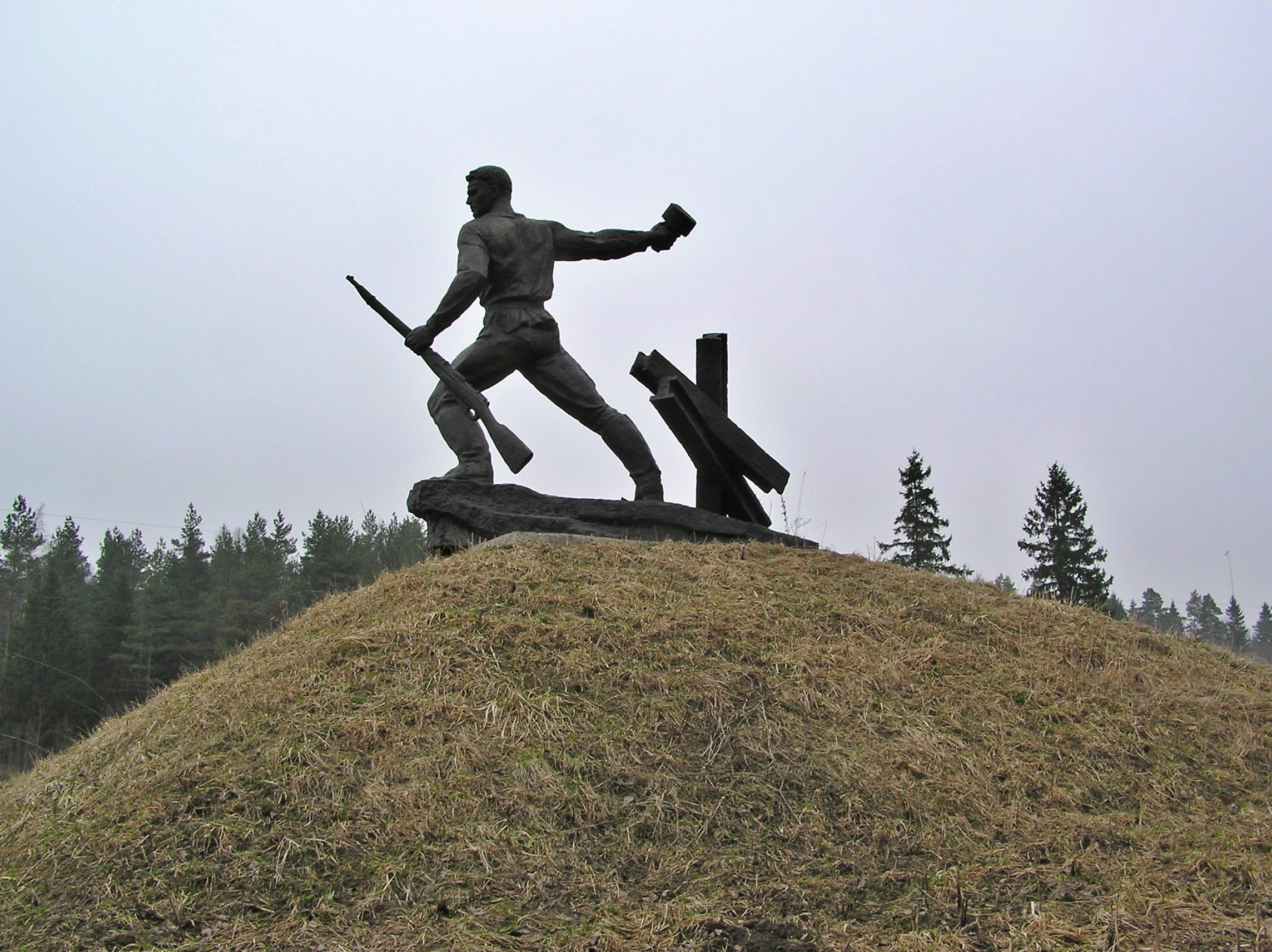
Мемориал «Борницкий рубеж обороны»
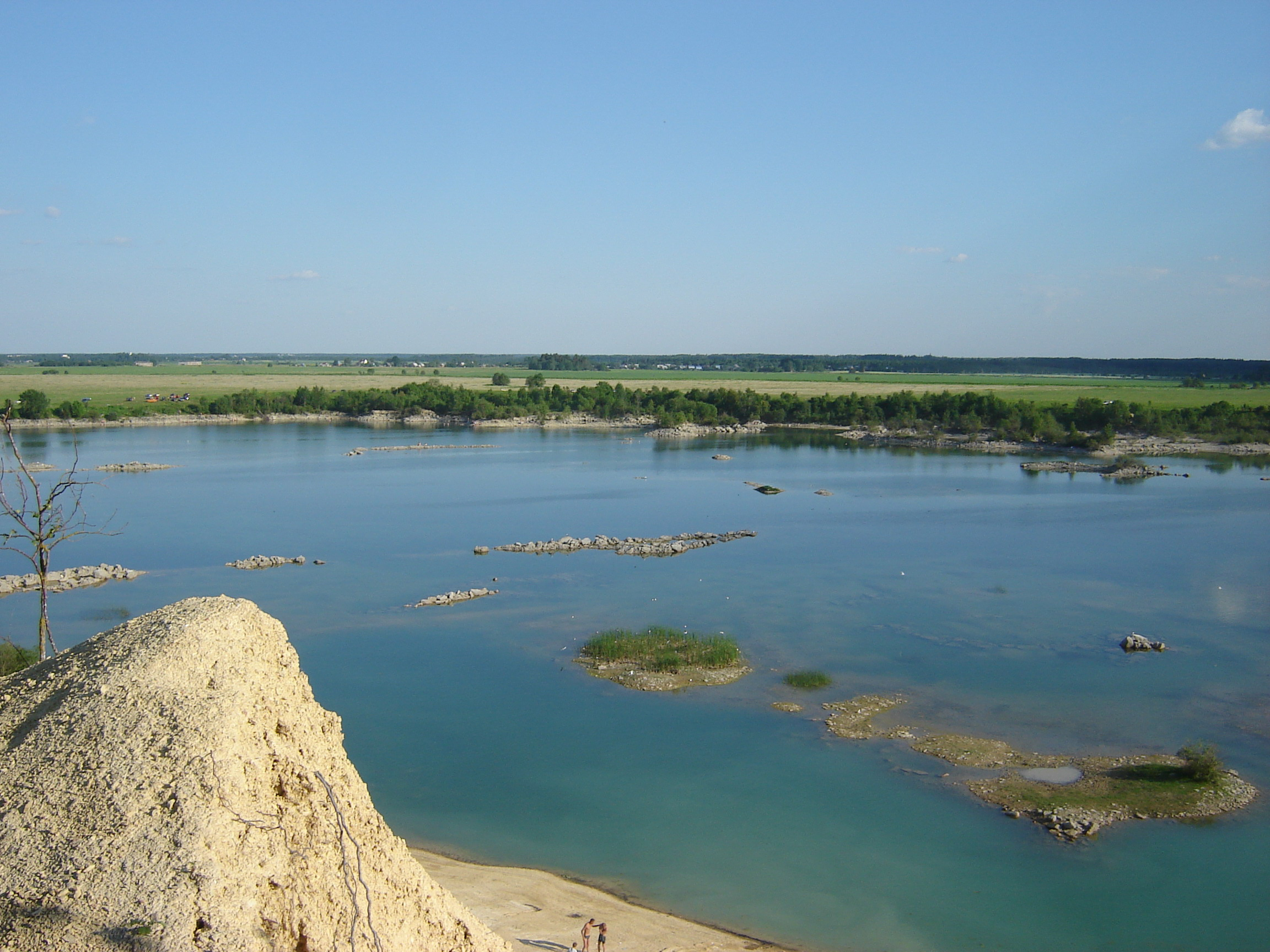
Борницкий карьер

## Улицы
1-я Линия, 2-я Линия, Золотарёва А. А., Лесная.